# Левинский сельсовет (Кривандинский район)
Левинский сельсовет — упразднённая административно-территориальная единица, существовавшая на территории Кривандинского района Московской области до 1954 года. Административным центром была деревня Левинская.

## История
Левинский сельсовет был образован путём выделения из Стенинского сельсовета в 1925 году. Сельсовет находился в составе Лузгаринской волости Егорьевского уезда Московской губернии. В сельсовет входила только одна деревня Левинская.
В 1926 году Левинский сельсовет был упразднён путём присоединения к Митинскому, но уже в 1927 году был вновь образован.
В ходе реформы административно-территориального деления СССР в 1929 году к Левинскому сельсовету был присоединён Ивановский, расширенный сельсовет вошёл в состав Шатурского района Орехово-Зуевского округа Московской области. В 1930 году округа были упразднены.
В июле 1933 года Левинский сельсовет был передан из упразднённого Шатурского района в Коробовский. Вместе с тем, в Левинский сельсовет была включена территория упразднённого Митинского сельсовета (деревни Митинская, Починки и Стенинская).
20 августа 1939 года сельсовет был передан во вновь образованный Кривандинский район.
14 июня 1954 года Левинский сельсовет был упразднён, а его территория передана в Лузгаринский сельсовет.